# Berwyn (Illinois)
Berwyn – miasto w Stanach Zjednoczonych, w stanie Illinois, w hrabstwie Cook. Jest częścią obszaru metropolitalnego Chicago i leży około 14 km na zachód od centrum Chicago. Jest jedną z najgęściej zaludnionych dzielnic Stanów Zjednoczonych (5382 os./km²). W latach 2020–2023 populacja skurczyła się o prawie 5%. Większość mieszkańców to Latynosi, którzy stanowią ponad 60% populacji miasta.
6,1% mieszkańców deklaruje polskie pochodzenie. 